# Иван Хашек
Иван Хашек (6. септембар 1963) бивши је чешки фудбалер.

## Каријера
Током каријере играо је за Спарта Праг, Стразбур и многе друге клубове.

## Репрезентација
За репрезентацију Чехословачке дебитовао је 1984. године. Са репрезентацијом Чехословачке наступао је на Светском првенству (1990).

## Статистика
| Чехословачке | Чехословачке | Чехословачке |
| Год.         | Ута.         | Гол.         |
| ------------ | ------------ | ------------ |
| 1984         | 1            | 0            |
| 1985         | 7            | 0            |
| 1986         | 8            | 0            |
| 1987         | 6            | 1            |
| 1988         | 8            | 1            |
| 1989         | 8            | 0            |
| 1990         | 11           | 1            |
| 1991         | 2            | 1            |
| 1992         | 0            | 0            |
| 1993         | 3            | 1            |
| Укупно       | 54           | 5            |
| Чешка        |              |              |
| Год.         | Ута.         | Гол.         |
| 1994         | 1            | 0            |
| Укупно       | 1            | 0            |